# 那個夏天
那個夏天（0805）（英語：Sailing（0805））是韓國女子組合少女時代在2016年8月5日经由SM STATION發行的九週年紀念單曲亦是送給粉絲的Fan Song。歌詞由成員秀英創作，Simon Janlov、Sophiya、Yoon Jong Sung、Chang Jung Suk、Sophia Pae及Park Asher作曲與編曲。

## 背景和發行
《那個夏天（0805）》由SM娛樂製作，KT Music發行，歌曲MV以插畫形式集結團體歷年來的專輯概念，同日經紀公司SMTOWN發布祝賀出道九週年影片。2017年8月5日出道十週年粉絲見面會《GIRLS´ GENERATION 10th Anniversary - Holiday to Remember –》首次表演。作詞者為少女時代成員秀英，她於其tumblr上發表文章，解釋此歌歌詞之意義。而根據同為少女時代成員徐朱玄接受雜誌《STAR1》十月號採訪時表示，其實自己也撰寫了歌詞，但競爭後以微小的差異落選了，而秀英因為寫得好而勝出了。徐朱玄稱讚秀英所撰寫之歌詞非常好的表達了少女時代成員們對粉絲們的心。

## 製作
《那個夏天（0805）》融合了鋼琴旋律與弦樂的流行抒情曲，經紀公司SM娛樂表示：「這是少女時代為從她們出道以來就一直守護、應援團隊的粉絲們獻上的一份禮物，成員們也很期待粉絲們的反應。」

## 商業成績
《那個夏天（0805）》後隨即在Bugs、Olleh、 Music Soribada、Genie、Naver Music等5大韓國音源榜1位。

## 曲目
| 標準版   | 標準版                 | 標準版   | 標準版                                                        | 標準版     | 標準版 |
| 曲序     | 曲目                   |          | 作曲                                                          | 编曲       | 时长   |
| -------- | ---------------------- | -------- | ------------------------------------------------------------- | ---------- | ------ |
| 1.       | Sailing(0805)          | 秀英     | Simon Janlov Sophiya Yoon Jong Sung Chang Jung Suk Sophia Pae | Park Asher | 4:20   |
| 2.       | Sailing(0805)（Inst.） | 秀英     | Simon Janlov Sophiya Yoon Jong Sung Chang Jung Suk Sophia Pae | Park Asher | 4:20   |
| 总时长： | 总时长：               | 总时长： | 总时长：                                                      | 总时长：   | 8:40   |

## 發行歷史
| 發行地區 | 發行日期     | 發行方式 | 唱片公司         | 發行公司 |
| 全球     | 2016年8月5日 | 數位下載 | SM Entertainment | KT Music |